# Rudi Seeliger
Rudolf („Rudi“) Seeliger (* 16. Dezember 1923 in Wien; † 22. März 1983 ebenda) war ein österreichischer Eiskunstläufer. Er gewann die Österreichische Meisterschaft im Paarlauf 1950, war langjähriger Star der Wiener Eisrevue und später Geschäftsführer eines österreichischen Plakatunternehmens.

## Kindheit und Jugend
Vor dem Zweiten Weltkrieg war Rudi Seeliger eine Nachwuchshoffnung des österreichischen Eissports. Gemeinsam mit der späteren Europameisterin im Einzellauf Eva Pawlik wurde er 1942 Österreichischer Paarlauf-Meister (präziser: Ostmarkmeister, weil Österreich 1942 zum Deutschen Reich gehörte und daher statt Österreichischer Meisterschaften Ostmarkmeisterschaften ausgetragen wurden). Durch den Anschluss Österreichs an das Deutsche Reich und den Zweiten Weltkrieg konnte Seeliger sein Talent jedoch nicht bei internationalen Meisterschaften unter Beweis stellen. Der Versuch, als „unabkömmlicher“ Leistungssportler dem militärischen Dienst zu entgehen, scheiterte an mangelnden Verbindungen zu einflussreichen Personen des Dritten Reichs. So musste der als Textilkaufmann ausgebildete Rudi Seeliger einrücken und geriet 1943 in sowjetische Kriegsgefangenschaft, aus der er als Spätheimkehrer erst im Dezember 1949 nach Österreich zurückkam.

## Österreichischer Paarlaufmeister 1950
Seine einstige Paarlauf-Partnerin Eva Pawlik war in Rudi Seeligers Abwesenheit 1948 Olympia- und WM-Zweite, im Jahr 1949 Europameisterin (immer im Einzellauf) und im Sommer 1949 Revueläuferin geworden, wodurch sie ihren Amateurstatus verloren hatte und deshalb im Jahr 1950 nicht mehr an Meisterschaften teilnehmen durfte. Deshalb musste Rudi Seeliger für die Österreichischen Meisterschaften 1950 eine andere Partnerin finden: Mit Susi Giebisch gelang es ihm, trotz körperlicher Schwächung durch die langjährige Kriegsgefangenschaft nach nur 14-tägigem Training Gold zu holen und das stark favorisierte Paar Elli Staerk/Harry Gareis sowie die EM-Dritten des Vorjahres, Herta und Emil Ratzenhofer, auf die Plätze zu verweisen. Dennoch nahmen Giebisch und Seeliger an den darauffolgenden Europameisterschaften nicht teil, sondern unterschrieben Profi-Verträge.

## Karriere bei der Wiener Eisrevue und der Scala Eisrevue
Im Frühjahr 1950 wurde Seeliger Mitglied des Ensembles der Wiener Eisrevue. Dort lief er zunächst mit der EM-Dritten im Einzellauf von 1937 und 1938, Emmy Puzinger (oft fälschlich Emmy Putzinger geschrieben). Nach einigen Monaten wechselte er seine Eispartnerin und kehrte zu Eva Pawlik, der Paarlaufpartnerin seiner frühesten Jugend, zurück. Bei der Wiener Eisrevue gelang es Eva Pawlik und Rudi Seeliger, zu einem der weltbesten Paare des Eisshowbusiness der 1950er Jahre zu avancieren. Der Paarlauf-Olympiasieger Ernst Baier meinte: „Ein Trick ist nicht dabei. Die beiden können es eben.“
1954 verließen Pawlik und Seeliger die Wiener Eisrevue und liefen nach der Promotion Eva Pawliks zur Doktorin der Philosophie von 1955 bis 1957 (als Nachfolger der Olympiazweiten Ilse Pausin und Erik Pausin und als Vorgänger der Olympiasieger Sissy Schwarz und Kurt Oppelt) in der deutschen Scala Eisrevue, heirateten im Februar 1957 und kehrten 1958 zur Wiener Eisrevue zurück. Die ganzjährigen Tourneen mit rund 300 Vorstellungen pro Jahr führten durch ganz Europa und Nordafrika, unter anderem nach Passau, Brüssel, Antwerpen (jährlich 6-wöchiges Gastspiel), Amsterdam, Granada, Valencia, Berlin (jährlich 6-wöchiges Gastspiel), Hamburg, München, Köln, Lyon, Moskau (jährlich 6-wöchiges Gastspiel), Leningrad (heute: St. Petersburg), Budapest, Prag, Wien, Graz, Innsbruck, Bern, Genf, Algier und Oran.
Er wurde am Wiener Zentralfriedhof bestattet.

## Revuenummern mit Eva Pawlik und Rudi Seeliger (Auswahl)
- Ein kleiner Flirt nach der Musik „Perhaps, perhaps, perhaps“ (Komponist: Osvaldo Farrés)
- Die Sünde und der Mann (Komponist: Robert Stolz, Auftragswerk für die Wiener Eisrevue, Teil der Eis-Operette Die ewige Eva, die Stolz Eva Pawlik widmete)
- Faun und Nymphe (Komponist: Walter Heidrich, eigens für Eva Pawlik und Rudi Seeliger komponiert)
- Kaiserwalzer (Komponist: Johann Strauss)
- Donauwalzer (Komponist: Johann Strauss)
- Rhapsody in blue (Komponist: George Gershwin)
- Das Meisterpaar (Komponist: Robert Stolz)
- Die Französin und der Marsmann (Komponist: Robert Stolz)

Quelle:

## Produktionen der Wiener Eisrevue mit Rudi Seeliger
- 1950/51: Das ist die Liebe – So ist die Frau
- 1951/52: Man vergnügt sich
- 1952/53: Die ewige Eva
- 1953/54: Wünsch dir, was dein Herz begehrt
- 1958/59: Zauber der Liebe
- 1959/60: Im Land der Träume

Von 1955 bis 1957 war Rudi Seeliger Star der Scala Eisrevue und trat daher in diesem Zeitraum nicht in den Produktionen der Wiener Eisrevue auf.

## Filme mit Rudi Seeliger als Eiskunstläufer
- Frühling auf dem Eis (Österreich, 1950)[14]
- Eis mit Früchten serviert (Deutschland, 1956)[15]
- Traumrevue (Österreich, 1959)[16]

## Werbemanager der Wiener Eisrevue
1960 beendete Rudi Seeliger seine Karriere als Eiskunstläufer, während seine Frau Eva Pawlik ihre Showkarriere noch etwa ein Jahr – jetzt nur mehr als Einzelläuferin – fortsetzte. Von 1960 bis 1961 gehörte Seeliger zum Management der Wiener Eisrevue und war für deren Werbung verantwortlich.

## Geschäftsführer eines Plakatunternehmens
Im Jahr der Geburt seines Sohnes Roman (1962) begann Rudi Seeliger eine „bürgerliche“ Berufslaufbahn als Angestellter eines österreichischen Plakatunternehmens (Ankünder). Um 1972 wurde er dessen Geschäftsführer und blieb bis zu seinem Tod im Jahr 1983 in dieser Funktion. In seinen letzten Lebensjahren war Seeliger als Funktionär der Wirtschaftskammerorganisation Vorsitzender der Bundesberufsgruppe Außenwerbung im Fachverband Werbung.

### Bücher (Auswahl)
- Roman Seeliger: Die Wiener Eisrevue. Ein verklungener Traum. Hölder-Pichler-Tempsky, Wien 1993, ISBN 3-7004-0680-0.
- Roman Seeliger: Die Wiener Eisrevue. Einst Botschafterin Österreichs – heute Legende. Herausgeber: Bezirksmuseum Meidling, Wien 2008.
- Ingrid Wendl: Eis mit Stil. Jugend&Volk, Wien 1979, ISBN 3-7141-7105-3.
- Ingrid Wendl: Mein großer Bogen. Böhlau, Wien 2002, ISBN 3-205-99465-5.
- Isabella Lechner: Wienerinnen, die lesen, sind gefährlich. Kapitel „Eva Pawlik“. Elisabeth Sandmann Verlag, München 2012, ISBN 978-3-938045-72-5.

### Wissenschaftliche Arbeit
- Isabella Lechner, Die Wiener Eisrevue. Diplomarbeit Universität Wien, 2008

### Zeitungsartikel (Auswahl)
- Paarlauf-Olympiasieger Ernst Baier: Eva Pawlik und Rudi Seeliger sind gegenwärtig das beste Paar im ganzen Eisshow-Business. Ein Trick ist nicht dabei. Die beiden können es eben. In: Lübecker Nachrichten. 20. Juli 1956.
- „Berliner Luft“ und Wiener Eisrevue. In: Die Presse. 16. Dezember 1958.
- Die Revue der großen Eisläufer – Dr. Eva Pawlik: auch heute noch die beste Läuferin der Wiener Eisrevue. In: Der Tag. (Berlin), 10. November 1959.
- Eva Pawlik and Rudi Seeliger (ausführlicher Artikel von Susan D. Russel über die Lebensgeschichten und Karrieren von Pawlik und Seeliger). In: International Figure Skating Magazine. USA Jänner/Februar 2009.
- Die Wiener Eisrevue und ihr größter Star Eva Pawlik (Artikel von Manuela Buyny) In: Pirouette (Internationale Zeitschrift für Eissport und Rollsport) Ausgabe Juli/August 2013.